# الوین بدل‌اف
الوین بدل‌اف (ترکی آذربایجانی: Elvin Natiq oğlu Bədəlov؛ زادهٔ ۱۴ ژوئن ۱۹۹۵) بازیکن فوتبال اهل جمهوری آذربایجان است.
از باشگاه‌هایی که در آن بازی کرده‌است می‌توان به باشگاه فوتبال نفتچی باکو اشاره کرد.
وی همچنین در تیم‌های ملی فوتبال زیر ۱۷ سال جمهوری آذربایجان، زیر ۱۹ سال جمهوری آذربایجان، زیر ۲۱ سال جمهوری آذربایجان، و جمهوری آذربایجان بازی کرده‌است.